# Daisy Osakue
Daisy Oyemwenosa Osakue (Torino, 16 gennaio 1996) è una discobola italiana, medaglia d'oro nel lancio del disco alle Universiadi 2019 e detentrice del record nazionale della specialità.

## Biografia
Daisy Osakue nasce a Torino da genitori nigeriani emigrati in Italia. Cresciuta in una famiglia di sportivi, da bambina si appassiona al tennis. 
La carriera di Daisy nel mondo dell'atletica leggera è inizialmente improntata sulle prove ad ostacoli, nelle quali riesce ad ottenere un titolo cadetti nel 2011. Benché principalmente ostacolista, il suo talento come discobola e pesista è visibile sin dai primi anni e i buoni risultati portano la giovane a focalizzarsi su queste due discipline.
Sotto la guida dell'ex discobola azzurra ed ex primatista italiana Maria Marello, a partire dal 2013 la torinese inizia ad ottenere risultati importanti nel lancio del disco, ma poiché non ancora considerata italiana per legge, deve rinunciare all'ingresso nella Nazionale allievi. Ottiene la cittadinanza italiana nell'inverno del 2014, dopo aver compiuto i 18 anni.
Il 16 luglio 2015 vola a Eskilstuna, in occasione degli europei juniores 2015. Dopo aver messo in fila un lancio da 40,96 m, un nullo ed un 42,29 m finale si deve accontentare della 19ª piazza, che ne sancisce l'eliminazione in qualificazione.
Nel gennaio del 2017 si trasferisce alla Angelo State University, nel Texas, per proseguire gli studi. Due mesi dopo, in un meeting ad Abilene, stabilisce il nuovo primato italiano under 23, scagliando il disco a 57,49 metri. Il precedente limite era di 55,18 m, stabilito nel 1978 da Maristella Bano.
Nell'estate dello stesso anno rappresenta per la prima volta la Nazionale maggiore agli Europei a squadre di Villeneuve-d'Ascq, nei quali ottiene un sesto posto e ha l'occasione di migliorare il suo primato personale a 57,64 m, settima miglior prestazione di sempre tra le discobole italiane.
Il 13 luglio vola nella città polacca di Bydgoszcz per partecipare agli Europei under 23. Partita con buoni propositi, la prova del disco le riserva una delusione: con tre nulli in qualificazione, la giovane torinese non fa registrare nessuna misura valida ed è pertanto eliminata anzitempo. Dopo la delusione nel disco, si qualifica alla finale del peso con un lancio da 15,34 m, terminando poi la gara al tredicesimo posto con una misura di 14,64 m.
L'8 aprile 2018, gareggiando nella sua facoltà, la Angelo State University, nel Texas, porta il suo personale a 59,72 m, record italiano under 23 e quarta miglior prestazione di sempre tra le discobole italiane.
Il 29 luglio 2018 è stata vittima di un'aggressione a Moncalieri, venendo colpita al volto da un uovo lanciato da un'auto in corsa; medicata all'ospedale oftalmico di Torino, le è stata riscontrata un'abrasione alla cornea. Nonostante ciò riesce a prendere parte, per la prima volta, alla rassegna europea di Berlino con i colori della nazionale maggiore, centrando la finale e aggiudicandosi il quinto posto, suo miglior piazzamento internazionale, con un lancio a 59,32 m, poco inferiore al suo primato stagionale.
Il 2019 è l'anno della svolta per la discobola italiana: il 15 marzo ad Abilene, nel Texas, sfonda per la prima volta il muro dei 60 metri con un lancio a 60,04 m; quindici giorni più tardi apporta una piccola miglioria al suo record (60,13 m), ma è il 25 aprile che, nel meeting Oliver Jackson Twilight Open sempre ad Abilene, fa segnare la seconda miglior prestazione italiana di sempre, migliorando di oltre un metro e mezzo il suo primato portandolo a 61,35 m, misura che le garantisce la partecipazione ai successivi Mondiali di Doha.
Il 9 luglio dello stesso anno conquista la medaglia d'oro nel lancio del disco alle Universiadi di Napoli, stabilendo il suo nuovo primato personale con la misura di 61,69 m. Il 2 ottobre prende parte ai Mondiali di Doha, sempre nel disco, classificandosi 20ª con 57,55 m, misura che ne sancisce l'eliminazione nel turno di qualificazione. 
Il 31 luglio 2021 prende parte ai suoi primi Giochi olimpici a Tokyo 2020, dove eguaglia il record italiano di Agnese Maffeis lanciando il disco a 63,66 metri.
L'11 giugno 2023, ai campionati italiani societari di Pietrasanta, migliora il record nazionale portandolo a 64,57 metri.

## Record nazionali
Seniores
- Lancio del disco: 64,57 m ( Pietrasanta, 11 giugno 2023)

Promesse (under 23)
- Lancio del disco: 59,72 m ( San Angelo, 7 aprile 2018)[7]

## Progressione

### Lancio del disco
| Stagione | Misura  | Luogo       | Data      | Rank. Mond. |
| -------- | ------- | ----------- | --------- | ----------- |
| 2023     | 64,57 m | Pietrasanta | 11-6-2023 | 13ª         |
| 2022     | 63,24 m | Rieti       | 26-6-2022 | 16ª         |
| 2021     | 63,66 m | Tokyo       | 31-7-2021 | 18ª         |
| 2020     | 59,98 m | Livorno     | 1-8-2020  | 28ª         |
| 2019     | 61,69 m | Napoli      | 9-7-2019  | 28ª         |
| 2018     | 59,72 m | San Angelo  | 7-4-2018  | 40ª         |
| 2017     | 58,06 m | Boissano    | 27-7-2017 | 61ª         |
| 2016     | 52,80 m | Torino      | 8-5-2016  | 205ª        |
| 2015     | 49,18 m | Novara      | 19-4-2015 |             |
| 2014     | 47,97 m | Novara      | 6-9-2014  |             |
| 2013     | 41,35 m | Vicenza     | 29-9-2013 |             |
| 2013     | 41,35 m | Torino      | 22-9-2013 |             |
| 2012     | 38,06 m | Fermo       | 22-9-2012 |             |
| 2011     | 29,57 m | Novara      | 13-2-2011 |             |
| 2010     | 23,55 m | Torino      | 27-3-2010 |             |

## Palmarès
| Anno | Manifestazione          | Sede       | Evento           | Risultato | Prestazione | Note                          |
| ---- | ----------------------- | ---------- | ---------------- | --------- | ----------- | ----------------------------- |
| 2015 | Europei U20             | Eskilstuna | Lancio del disco | 19ª (q)   | 42,29 m     |                               |
| 2017 | Europei U23             | Bydgoszcz  | Getto del peso   | 13ª       | 14,64 m     |                               |
| 2017 | Europei U23             | Bydgoszcz  | Lancio del disco | nm (q)    | nm (q)      |                               |
| 2018 | Giochi del Mediterraneo | Tarragona  | Lancio del disco | 11ª       | 51,49 m     |                               |
| 2018 | Europei                 | Berlino    | Lancio del disco | 5ª        | 59,32 m     |                               |
| 2019 | Universiadi             | Napoli     | Lancio del disco | Oro       | 61,69 m     | Miglior prestazione personale |
| 2019 | Mondiali                | Doha       | Lancio del disco | 20ª (q)   | 57,55 m     |                               |
| 2021 | Giochi olimpici         | Tokyo      | Lancio del disco | 12ª       | 59,97 m     |                               |
| 2022 | Mondiali                | Eugene     | Lancio del disco | 28ª (q)   | 56,74 m     |                               |
| 2022 | Europei                 | Monaco     | Lancio del disco | 16ª (q)   | 56,54 m     |                               |
| 2023 | Giochi europei          | Chorzów    | Lancio del disco | Argento   | 64,35 m     | [ 8 ]                         |
| 2023 | Giochi europei          | Chorzów    | A squadre        | Oro       | 426,5 p.    | [ 8 ]                         |
| 2023 | Mondiali                | Budapest   | Lancio del disco | 12ª       | 61,13 m     | [ 9 ]                         |
| 2024 | Europei                 | Roma       | Lancio del disco | 13ª (q)   | 60,10 m     |                               |
| 2024 | Giochi olimpici         | Parigi     | Lancio del disco | 8ª        | 63,11 m     |                               |

## Campionati nazionali
- 5 volte campionessa nazionale assoluta del lancio del disco (2020, 2021, 2022, 2023, 2025)
- 1 volta campionessa nazionale assoluta del getto del peso (2025)
- 2 volte campionessa nazionale assoluta invernale del lancio del disco (2022, 2023)
- 2 volte campionessa nazionale promesse del lancio del disco (2017, 2018)
- 1 volta campionessa nazionale promesse del getto del peso (2017)
- 1 volta campionessa nazionale juniores del lancio del disco (2015)

2014
- 12ª ai campionati italiani assoluti (Rovereto), lancio del disco - 39,18 m

2015
- Argento ai campionati italiani juniores indoor, getto del peso - 12,37 m
- Oro ai campionati italiani juniores, lancio del disco - 45,58 m
- Argento ai campionati italiani juniores, getto del peso - 13,05 m
- 10ª ai campionati italiani assoluti (Torino), getto del peso - 12,34 m

2016
- 10ª ai campionati italiani assoluti (Rieti), lancio del disco - 46,30 m
- 7ª ai campionati italiani assoluti indoor, getto del peso - 13,94 m
- Argento ai campionati italiani promesse, lancio del disco - 49,10 m
- Bronzo ai campionati italiani promesse, getto del peso - 13,18 m
- Bronzo ai campionati italiani promesse indoor, getto del peso - 13,01 m

2017
- Bronzo ai campionati italiani assoluti (Trieste), lancio del disco - 54,28 m
- Bronzo ai campionati italiani assoluti (Trieste), getto del peso - 15,27 m
- Oro ai campionati italiani promesse, lancio del disco - 56,10 m
- Oro ai campionati italiani promesse, getto del peso - 15,17 m

2018
- 4ª ai campionati italiani assoluti (Pescara), lancio del disco - 55,18 m
- Bronzo ai campionati italiani assoluti (Pescara), getto del peso - 15,17 m
- Oro ai campionati italiani promesse, lancio del disco - 56,10 m
- Argento ai campionati italiani promesse, getto del peso - 14,59 m

2019
- 5ª ai campionati italiani assoluti (Bressanone), lancio del disco - 48,92 m

2020
- Oro ai campionati italiani assoluti (Padova), lancio del disco - 58,26 m
- 6ª ai campionati italiani assoluti (Padova), getto del peso - 14,64 m

2021
- Oro ai campionati italiani assoluti (Rovereto), lancio del disco - 61,55 m

2022
- Oro ai campionati invernali di lanci, lancio del disco - 61,63 m
- Oro ai campionati italiani assoluti (Rieti), lancio del disco - 63,24 m

2023
- Bronzo ai campionati italiani assoluti indoor, getto del peso - 15,50 m
- Oro ai campionati invernali di lanci, lancio del disco - 56,06 m
- Oro ai campionati italiani assoluti (Molfetta), lancio del disco - 63,25 m
- 5ª ai campionati italiani assoluti (Molfetta), getto del peso - 14,73 m

2024
- 4ª ai campionati italiani assoluti (La Spezia), getto del peso - 14,85 m

2025
- Oro ai campionati italiani assoluti (Caorle), lancio del disco - 61,20 m
- Oro ai campionati italiani assoluti (Caorle), getto del peso - 15,55 m

## Altre competizioni internazionali
2017
- 6ª nella Super League degli Europei a squadre ( Villeneuve-d'Ascq), lancio del disco - 57,64 m

2018
- 8ª al Golden Gala ( Roma), lancio del disco - 57,66 m

2019
- 6ª nella Super League degli Europei a squadre ( Bydgoszcz), lancio del disco - 55,74 m

2022
- Oro in Coppa Europa di lanci ( Leiria), lancio del disco - 61,56 m

2023
- Campionati europei a squadre di atletica leggera ( Chorzów)
- Argento ai Campionati europei a squadre di atletica leggera ( Chorzów), lancio del disco - 64,35 m
- 4ª in Coppa Europa di lanci ( Leiria), lancio del disco - 60,99 m
- 7ª al Golden Gala ( Roma), lancio del disco - 61,55 m

2024
- Bronzo ai Bislett Games ( Oslo), lancio del disco - 63,29 m

2025
- Campionati europei a squadre di atletica leggera ( Madrid)